# Geodins
Els geodins (Geodiinae) són una subfamília de demosponges marines de l'ordre Astrophorida.

## Gèneres
- Depressiogeodia Cárdenas, Rapp, Schander i Tendal, 2010 (nom temporal)
- Geodia Lamarck, 1815